# Bruno Bertagna
Bruno Bertagna (12 de outubro de 1935 - 31 de outubro de 2013) foi um prelado italiano da Igreja Católica que trabalhou na Cúria Romana. Ele tornou-se bispo em 1991 e arcebispo em 2007. Entre 1994 e 2007 foi Secretário do Dicastério para os Textos Legislativos.

## Biografia
Bruno Bertagna nasceu em Borgo Val di Taro, Itália, em 12 de outubro de 1935. Foi ordenado sacerdote da Diocese de Placência-Bobbio em 23 de maio de 1959. Ele serviu em uma paróquia por alguns anos e depois estudou em Roma, onde obteve seu doutorado em direito civil e canônico em 1997.
Papa João Paulo II o nomeou Secretário-Geral do Governatorato do Estado da Cidade do Vaticano em 6 de abril de 1990.
Em 15 de dezembro de 1990, Bruno foi nomeado bispo titular de Drivastum e recebeu sua consagração episcopal em 6 de janeiro de 1991 do Papa João Paulo II.
Em 19 de dezembro de 1994, o papa o nomeou Secretário do Dicastério para os Textos Legislativos. Em 20 de novembro de 2006, o Papa Bento XVI o nomeou auditor geral da Câmara Apostólica.
Em 15 de fevereiro de 2007, Papa Bento XVI o nomeou vice-presidente desse organismo e elevou-o a arcebispo.
Bertagna aposentou-se em 12 de outubro de 2010 e morreu em uma casa de repouso em Parma em 31 de outubro de 2013, aos 78 anos. Ele foi sepultado no cemitério de Tiedoli.